# Al McGuire
Alfred Emanuel McGuire, detto Al (Queens, 7 settembre 1928 – Milwaukee, 26 gennaio 2001), è stato un cestista e allenatore di pallacanestro statunitense, professionista nella NBA.
Era il fratello di Dick McGuire e il padre di Allie McGuire.
È membro del Naismith Memorial Basketball Hall of Fame dal 1992, come allenatore.

## Carriera
Venne selezionato dai New York Knicks al sesto giro del Draft NBA 1951 (55ª scelta assoluta).

## Palmarès

### Allenatore
- Campione NIT (1970)
- Campione NCAA (1977)